# Yeshaq I
Yeshaq I, död 1429, var kejsare av Etiopien mellan 1414 och 1429.